# Romãs
Romãs ist ein Ort und eine ehemalige Gemeinde (Freguesia) im portugiesischen Kreis Sátão. Die Gemeinde hatte 868 Einwohner (Stand 30. Juni 2011).
Am 29. September 2013 wurden die Gemeinden Romãs, Decermilo und Vila Longa zur neuen Gemeinde União das Freguesias de Romãs, Decermilo e Vila Longa zusammengeschlossen. Romãs ist Sitz dieser neu gebildeten Gemeinde.